# Песнь о странствующем солдате
«Песнь о странствующем солдате» (пол. Pieśń o żołnierzu tułaczu), также известная как «Идёт солдат лесом-бором» (пол. Idzie żołnierz borem, lasem) — польская военная песня, получившая большую популярность в XIX веке. Она состоит из восьми слогов, рифмующихся равномерно. В основу её текста легли «Песнь о рыцарском круге» 1584 года и «Рыцарская гордость» (ок. 1597 года) Адама Чахровского. Произведение похоже на причитания старого польского солдата, в которых рассказывается о тяготах солдатской жизни. С XIX века оно стало ассоциироваться с традицией легионов.

## В популярной культуре

### Упоминания
- В литературе упоминания о песне можно встретить во фрагменте концерта Янкеля в «Пане Тадеуше» Мицкевича, в рассказе «О странствующем солдате[пол.]» и «Пепел[пол.]» Жеромского.
- Музыкальная группа Lao Che[пол.] упомянула эту песню в песне «Koniec», вошедшей в альбом «Варшавское восстание»[3].

### Исполнения
- Яцек Ковальский с группой старинной музыки «Klub Świętego Ludwika» исполнил песню в 2006 году для компакт-диска, прилагаемом к «Niezbędnik Sarmaty».
- Хор и оркестр польского радио под дирижированием Ежи Колачковского исполнили песню на виниловую пластинку.
- Группа «Лысая Гора» (пол. Łysa Góra) исполнили песню в стиле фолк-рок.